# Barwy wioseł - kluby

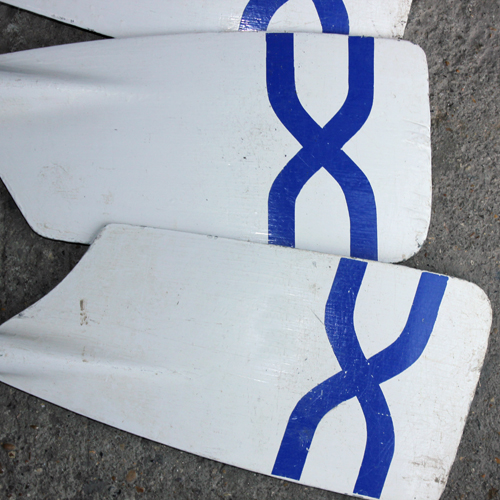
Pióra wioseł z namalowanymi barwami klubowymi

Barwy wioseł - kluby. Poniższa tabela przedstawia sposób, w jaki pomalowane są pióra wioseł łodzi wyczynowych nałażących do poszczególnych klubów wioślarskich. Każdy z klubów stowarzyszonych w krajowych związkach wioślarskich posługuje się przypisanym tylko jemu wzorem. Barwy poszczególnych klubów w jednym kraju zasadniczo nie powtarzają się.
Barwa wioseł pozwala z dużej odległości rozpoznać osadę danego klubu, co jest istotne przede wszystkim na międzyklubowych regatach wioślarskich.
Poniższa lista nie jest kompletna.

## Polska

### Barwy wioseł aktualne
| Barwy wioseł                                | Klub                                      | Opis malowania |
| ------------------------------------------- | ----------------------------------------- | --- |
| AZS-AWFiS Gdańsk                            | AZS-AWFiS Gdańsk                          | Białe pióro z ciemnoniebieskim paskiem w osi trzonu wiosła.                                                                                          |
| AZS-AWF Gorzów Wlkp.                        | AZS-AWF Gorzów Wlkp.                      | Strona wypukła: zielone pióro z dwoma białymi poprzecznymi paskami; strona wklęsła to "negatyw": białe pióro z dwoma zielonymi poprzecznymi paskami. |
| AZS-AWF Kraków                              | AZS-AWF Kraków                            | Białe pióro z czarną obwódką przy trzonie. |
| AZS-AWF Poznań                              | AZS-AWF Poznań                            | Białe pióro z niebieskim paskiem w osi trzonu wiosła.                                                                                                |
| AZS-AWF Warszawa                            | AZS-AWF Warszawa                          | Białe pióro z zieloną obwódką przy trzonie. |
| AZS Szczecin                                | AZS Szczecin                              | Czerwone pióro z białym paskiem w osi trzonu wiosła.                                                                                                 |
| AZS UMK Toruń                               | AZS UMK Toruń                             | Przedzielone poprzecznie: białe na górze, zielone na dole.                                                                                           |
| AZS UW Warszawa                             | AZS Uniwersytet Warszawski                | Granatowe pióra ze złotym orłem z wiosłami w szponach.                                                                                               |
| AZS Wratislavia                             | AZS Wratislavia Wrocław                   | Białe pióro z czerwonym paskiem w osi trzonu wiosła.                                                                                                 |
| BKW Bydgoszcz                               | Bydgoski Klub Wioślarek                   | Biało-ciemnoniebieska szachownica (4 pola). |
| Bydgoskie Towarzystwo Wioślarskie           | Bydgoskie Towarzystwo Wioślarskie         | Niebieskie pióro z odwróconym szewronem z dwóch pasków: białego i czerwonego.                                                                        |
| Bydgostia Bydgoszcz                         | Bydgostia Bydgoszcz                       | Białe pióro z trzema ukośnymi pasami: dwoma cienkimi czerwonymi, a w środku grubym ciemnoniebieskim.                                                 |
| Chełmżyńskie Towarzystwa Wioślarskiego 1927 | Chełmżyńskie Towarzystwo Wioślarskie 1927 | Pióro dzielone poprzecznie: biały na górze, niebieski na dole oraz ciemnoniebieski pasek na podziale kolorów.                                        |
| DRAKKAR Gdańsk                              | DRAKKAR Gdańsk                            | Białe pióro z dwoma poprzecznymi pasami: czerwonym i niebieskim.                                                                                     |
| KTW Kalisz                                  | Kaliskie Towarzystwo Wioślarskie          | Pióro dzielone poprzecznie: białe na górze, ciemnoniebieskie na dole.                                                                                |
| KW-04 w Poznaniu                            | KW-04 w Poznaniu                          | Białe pióro z trzema czerwonymi gwiazdkami. |
| Gopło Kruszwica                             | KW Gopło Kruszwica                        | Pióro w poziome biało-niebieskie poziome pasy. |
| GTW Gedania Gdansk                          | GTW Gedania Gdansk                        | Czerwone pióro z dwoma pionowymi grubymi pasami na końcu: białym i ciemnoniebieskim oraz biała obwódka przy trzonie.                                 |
| KW Wisła Grudziądz                          | KW Wisła Grudziądz                        | Trzy poziome pasy: czerwony-biały-niebieski. |
| MKS Brdów                                   | MKS Brdów                                 | Niebieskie pióro z białym zaokrąglonym elementem w dolnym narożniku.                                                                                 |
| MOS Ełk                                     | MOS Ełk                                   | Trzy poziome pasy: biały-ciemnoniebieski-czerwony.                                                                                                   |
| MOS nr 2 Warszawa                           | MOS nr 2 Warszawa                         | Żółte pióro z zieloną obwódką przy drążku. |
| Pegaz Wrocław                               | Pegaz Wrocław                             | Niebieskie pióro. |
| PTW Płock                                   | Płockie Towarzystwo Wioślarskie           | Biały pas na górze, czerwony na dole, trójkątny ciemnoniebieski klin z prawej.                                                                       |
| Posnania Poznań                             | Posnania Poznań                           | Złoto-żółte pióro z 3 pionowymi pasami: białym-czerwonym-białym.                                                                                     |
| Tryton Poznań                               | PTW Tryton Poznań                         | Ciemnoniebieskie pióro z białym pionowym pasem. |
| RTW Racibórz                                | Raciborskie Towarzystwo Wioślarskie       | Białe pióro z dwoma poziomymi czerwonymi pasami. |
| Sokół Ostróda                               | Sokół Ostróda                             | Białe pióro z dwoma pionowymi pasami: ciemnoniebieskim i czerwonym.                                                                                  |
| WRC Warszawa                                | Towarzystwo Wisła dla Wioślarzy           | Pomarańczowe pióro z białym szewronem i niebieskim trójkątem na końcówce.                                                                            |
| TW Polonia Poznań                           | TW Polonia Poznań                         | Białe pióro z dwoma czerwonymi szewronami. |
| TW Syrenka Warszawa                         | TW Syrenka Warszawa                       | Dwa pasy: żółty (z dwoma owalnymi wybrzuszeniami) i biały.                                                                                           |
| UKS 93 Kraków                               | Uczniowski Klub Sportowy „93” Kraków      | Niebieskie pióro z dwoma pionowymi białymi pasami.                                                                                                   |
| UKS Ateny Wałcz                             | UKS Ateny Wałcz                           | Białe pióro z pionowymi 2 paskami: żółtym i ciemnoniebieskim oraz dwie obwódki przy drążku o takich samych kolorach.                                 |
| UKS Milenium Wrocław                        | UKS Milenium Wrocław                      | Niebieskie pióro z czerwonym paskiem w osi trzonu wiosła.                                                                                            |
| UKS Remo Niechcice                          | UKS Remo Niechcice                        | Zielone pióro z 2 pionowymi pasami: białym i czerwonym.                                                                                              |
| UKS "Szóstka" Gdańsk                        | UKS "Szóstka" Gdańsk                      | Białe pióro z krótkim ciemnoniebieskim pasem w linii trzonu i "6" w tym kolorze.                                                                     |
| Unia Tczew                                  | Unia Tczew                                | Niebieskie pióro z czerwonym paskiem na końcu i czerwoną opaską przy trzonie.                                                                        |
| Wir Iława                                   | Wir Iława                                 | Białe pióro z dwoma pionowymi pasami: zielonym i czerwonym.                                                                                          |
| WTW Warszawa                                | Warszawskie Towarzystwo Wioślarskie       | Białe pióro z dwoma pionowymi ciemnoniebieskimi pasami.                                                                                              |
| WRC Warszawa                                | Warsaw Rowing Club                        | Czarne pióro. |
| WTW Włocławek                               | WTW Włocławek                             | Niebieskie pióro z dwoma cienkimi ukośnymi czerwonymi paskami.                                                                                       |
| Zawisza Bydgoszcz                           | Zawisza Bydgoszcz                         | Czerwone pióro z białą gwiazdą. |

### Barwy wioseł historyczne
| Barwy wioseł                              | Klub                                 | Opis malowania                                                                                 |
| ----------------------------------------- | ------------------------------------ | ---------------------------------------------------------------------------------------------- |
| AZS Bydgoszcz                             | AZS Bydgoszcz                        | Białe pióro z AZS-owskim gryfem na zielonym tle.                                               |
| Budowlani Toruń                           | "Budowlani" Toruń                    | Czerwone pióro z dwoma pionowymi białymi pasami.                                               |
| GKS Olimpia Grudziądz                     | GKS Olimpia Grudziądz                | Biało zielone poziome dwa pasy.                                                                |
| KKS Warmia Olsztyn                        | KKS Warmia Olsztyn                   | Całe czerwone pióro.                                                                           |
| KKW 1929 Kraków                           | KKW 1929 Kraków                      | Białe pióro z trzema ukośnymi pasami: dwoma cienkimi niebieskimi, a w środku grubym czerwonym. |
| KS Gryf-Zachem Bydgoszcz                  | KS Gryf-Zachem Bydgoszcz             | Niebieskie pióro z białym Gryfem.                                                              |
| KW z roku 1930                            | KW z roku 1930 Kalisz                | Białe pióro cienkim niebieskim szewronem.                                                      |
| KKW Wisla Grudziadz                       | KWW Wisła Grudziadz (historyczne)    | Granatowo czerwone poziome dwa pasy.                                                           |
| KS Dolmel Wrocław                         | KS Dolmel Wrocław                    | Całe niebieskie pióro.                                                                         |
| KS Gryf Kamień Pomorski                   | KS Gryf Kamień Pomorski              | Białe pióro z niebieską końcówką i obwódką przy trzonie.                                       |
| KW Gryf Bydgoszcz                         | KW Gryf Bydgoszcz                    | Białe pióro z 2 zielonymi szewronami (grubym i cienkim) oraz 3 czerwonymi gwiazdami.           |
| KW Rejów Skarżysko-Kamienna - zewn.       | KW Rejów Skarżysko-Kamienna          | Wewnętrzna strona pióra była inna: ..                                                          |
| KW Syrena Warszawa                        | KW Syrena Warszawa                   | Białe pióro z jasnoniebieskim rombem (tylko obwódką).                                          |
| KW Wisła Warszawa                         | KW Wisła Warszawa                    | Pióro białe dzielone poprzecznie na czerwone.                                                  |
| Kujawski Klub Wioślarski we Włocławku     | Kujawski KW Włocławek                | Białe pióro z dwoma poprzecznymi pasami: granatowym i czerwonym.                               |
| LKS Żar Międzybrodzie                     | LKS Żar Międzybrodzie                | Trzy pionowe szerokie pasy: czerwony-żółty-zielony.                                            |
| Łomżyńskie Towarzystwo Wioślarskie zewn.  | Łomżyńskie Towarzystwo Wioślarskie   | Wewnętrzna strona pióra była inna: ..                                                          |
| Międzychodzkie Towarzystwo Wioślarzy 1928 | Międzychodzkie Towarzystwo Wioślarzy | Białe pióro, dwa poprzeczne niebieskie pasy i czerwona gwiazda pośrodku.                       |
| MKS Juvenia Wrocław                       | MKS Juvenia Wrocław                  | Żółto czerwone poziome dwa pasy.                                                               |
| MKS Wągrowiec                             | MKS Wągrowiec                        | Białe pióro z szerokim zielonym pasem na końcówce.                                             |
| MOS Konin                                 | MOS Konin                            | Białe pióro z cienkimi paskami w poprzek: czerwonym-żółtym-czerwonym.                          |
| MZKS Grom Wiecbork                        | MZKS Grom Wiecbork                   | Białe pióro z grubym żółtym pasem i 2 cienkimi zielonymi paskami.                              |
| Poznański Klub Wioślarek                  | Poznański Klub Wioślarek             | Trzy niebieskie gwiazdy na białym rombie i dwa niebieskie trójkąty.                            |
| RKS Prąd Warszawa                         | RKS Prąd Warszawa                    | Białe pióro z dwoma ciemnoniebieskimi pasami: na końcu i przy trzonie.                         |
| RKS Stoczniowiec Gdańsk                   | RKS Stoczniowiec Gdańsk              | Niebieska kotwica na białym piórze; niebieski pasek w poprzek i przy trzonie.                  |
| Skra Warszawa                             | Skra Warszawa                        | Białe pióro z szerokimi pasami w poprzek: czerwonym i czarnym.                                 |
| SKS Cresovia Białystok                    | SKS Cresovia Białystok               | Białe pióro z szerokimi pasami w poprzek: czerwonym i czarnym.                                 |
| SKS Cczarni Szczecin zewn                 | SKS Czarni Szczecin                  | Wewnętrzna strona pióra była inna: ..                                                          |
| Tomaszowskie Towarzystwo Wioślarskie      | Tomaszowskie Towarzystwo Wioślarskie | Czerwone pióro z białym poprzecznym krzyżem.                                                   |
| Wanda Krakow                              | Wanda Krakow                         | Białe pióro z czerwonym rombem i niebieskimi paskami na trzonie i końcu.                       |
| Warszawski Klub Wioślarek                 | Warszawski Klub Wioślarek            | Pióro białe dzielone poprzecznie na amarantowe.                                                |

## Australia
| Barwy wioseł            | Klub                    | Opis malowania                                    |
| ----------------------- | ----------------------- | ------------------------------------------------- |
| Drummoyne Rowing Club   | Drummoyne Rowing Club   | Żółte pióro                                       |
| Glebe Rowing Club       | Glebe Rowing Club       | Pióro brudno-czerwone                             |
| Mosman Rowing Club      | Mosman Rowing Club      | Czerwone pióro z białym pionowym paskiem          |
| North Shore Rowing Club | North Shore Rowing Club | Ciemnoniebieskie z białym niemal pionowym paskiem |
| Sydney Rowing Club      | Sydney Rowing Club      | Jasnoniebieskie pióro                             |

## Belgia
| Barwy wioseł | Klub          | Opis malowania                                |
| ------------ | ------------- | --------------------------------------------- |
| KRSG         | KRSG, Gandawa | Wiosło jasnoniebieskie-biało-jasnoniebieskie. |

## Chorwacja
| Barwy wioseł         | Klub                   | Opis malowania                                                               |
| -------------------- | ---------------------- | ---------------------------------------------------------------------------- |
| RC Dupin             | RC Dupin, (Tisno)      | Ciemnoniebieskie z diagonalną żółtą końcówka.                                |
| Arupinum Rowing Club | Arupinum Rowing Club   | Białe z trójkątnym ciemnoniebieskim klinem na końcówce.                      |
| Istria Rowing Club   | Istria Rowing Club     | Dzielone poprzecznie: biały na górze, jasnoniebieski na dole.                |
| Medulin Rowing Club  | Medulin Rowing Club    | Dzielone poprzecznie: żółty na górze, niebieski na dole.                     |
| RC Glagoljas         | RC Glagoljas (Omišalj) | Szare przy drążku, Brązowe przy końcu, na linii. podziału wpisany napis "9a" |

## Hiszpania
| Barwy wioseł                          | Klub                                           | Opis malowania                                                       |
| ------------------------------------- | ---------------------------------------------- | -------------------------------------------------------------------- |
| Reial Club Maritim de Barcelona       | Club Maritim de Barcelona, Barcelona           | Ciemnoniebieskie z dużym białym krzyżem.                             |
| Club Natació Banyoles                 | Club Natació Banyoles, Banyoles                | Białe z dwoma cienkimi paskami - niebieskim i czerwonym.             |
| Club Nàutic Amposta                   | Club Nàutic Amposta, Amposta                   | Poprzeczny biały pas na czarnym tle.                                 |
| Reial Club Nàutic de Tarragona        | Club Nàutic de Tarragona, Tarragona            | Ciemnoczerwony z dużym niebieskim krzyżem.                           |
| Club Nàutic Tortosa                   | Club Nàutic Tortosa, Tortosa                   | Czerwony pas na górze i taki też trójkątny klin z prawej, biały dół. |
| Club Náutico Sevilla                  | Club Náutico Sevilla, Sewilla                  | Białe z szerokim poprzecznym zielonym pasem.                         |
| Real Circulo de Labradores de Sevilla | Real Círculo de Labradores de Sevilla, Sewilla | Czerwono-niebieska szachownica (4 pola) z białym krzyżem.            |

## Holandia
| Barwy wioseł        | Klub                               | Opis malowania                                                     |
| ------------------- | ---------------------------------- | ------------------------------------------------------------------ |
| ÆngwirdenI          | Æengwirden rowing club, Heerenveen | Białe z ciemnoniebieskim pionowym pasem i czerwonym liściem lilii. |
| Amstel              | Amstel rowing club, Amsterdam      | Niebieskie morski z białym ukośnym pasem.                          |
| Breda               | RV Breda rowing club, Breda        | Czerwone z białym małym krzyżem.                                   |
| De Drietand         | De Drietand rowing club, Amsterdam | Białe z niebieskim zębatą końcówką.                                |
| RZV Gouda           | RZV Gouda rowing club, Gouda       | Białe z dwoma czerwonymi pionowymi paskami.                        |
| Rowing club Leerdam | Rowing club Leerdam, Leerdam       | Podzielone w poprzek - dół biały, góra niebieska.                  |
| Die Leythe          | Die Leythe, Leiden                 | Pionowe paski na zmianę czarne i pomarańczowe.                     |
| K.A.R.Z.V De Hoop   | K.A.R.Z.V. De Hoop, Amsterdam      | Białe z pionowymi paskami czarnym i czerwonym.                     |
| RV Naarden          | RV Naarden, Naarden                | Białe z pionowymi paskami żółtym i niebieskim                      |
| AWV Ondine          | AWV Ondine, Amsterdam              | Szare z pionowymi paskami: czerwonym i białym na końcówce.         |
| RZV Poseidon        | RZV Poseidon, Amsterdam            | Czerwone z białym pionowym paskiem                                 |
| RIC                 | RIC (klub wioślarski), Amsterdam   | Pomarańczowe z pionowymi paskami: białym i czarnym na końcówce.    |
| KRZV Het Spaarne    | K.R.Z.V. Het Spaarne, Heemstede    | Biały z dwoma pionowymi czerwonymi paskami                         |
| Willem III          | Willem III Rowing Club, Amsterdam  | Jasnoniebieskie z białym diamentem                                 |

## Portugalia
| Barwy wioseł        | Klub                       | Opis malowania                           |
| ------------------- | -------------------------- | ---------------------------------------- |
| Sport Club do Porto | Sport Club do Porto, Porto | Wiosło ciemnoniebieskie z białą gwiazdą. |

## Wielka Brytania
| Barwy wioseł                                      | Klub                                              | Opis malowania                                                                           |
| ------------------------------------------------- | ------------------------------------------------- | ---------------------------------------------------------------------------------------- |
| Agecroft Rowing Club                              | Agecroft Rowing Club                              | Góra biała, dół ciemnoniebieski, ciemnoczerwona linia w linii przedłużenia drążka.       |
|                                                   | Ardingly Rowing Club                              | Bladoniebieskie z dwoma żółtymi wąskimi szewonami.                                       |
| Auriol Kensington Rowing Club                     | Auriol Kensington Rowing Club                     | Zielone przy drążku, liliowe przy końcu, linia podziału nieco ukośna.                    |
| Avon County Rowing Club                           | Avon County Rowing Club                           | Czarne z szeroką żółtą końcówką.                                                         |
| Barnes Bridge Ladies Rowing Club                  | Barnes Bridge Ladies Rowing Club                  | Niebieskie z białą końcówką.                                                             |
| Bedford Rowing Club                               | Bedford Rowing Club                               | Wiśniowe z dwoma biało-ciemnoniebieskimi pionowymi pasami.                               |
| Berwick Amateur Rowing Club                       | Berwick Amateur Rowing Club                       | Ciemnoniebieskie z podwójnym białym szewronem.                                           |
|                                                   | Bewl Bridge Rowing Club                           | Ciemnozielono-biała szachownica (4 pola).                                                |
| Bradford Amateur Rowing Club                      | Bradford Amateur Rowing Club                      | Ciemnozielone z 3 białymi rombami bliżej końcówki (romby są w jednej linii).             |
| Bristol Ariel Rowing Club                         | Bristol Ariel Rowing Club                         | Białe z dużym stylizowanym granatowym krzyżem.                                           |
|                                                   | Burway Rowing Club (Laleham)                      | Niebieski morski z żółtym paskiem (cienkim i ukośnym).                                   |
| Cambois Rowing Club Rowing Blade                  | Cambois Rowing Club (Ashington)                   | Zielone z białym trójkątnym klinem na końcu.                                             |
| Chester Le Street Amateur Rowing Club             | Chester Le Street Amateur Rowing Club             | Niebieskie z czerwonym na końcu (kolory przedzielone białym ukośnym pasem)               |
|                                                   | City of Cambridge Rowing Club                     | Niebieski morski z pionowymi 3 paskami: żółtym/wiśniowym/żółtym                          |
| City of Oxford Rowing Club                        | City of Oxford Rowing Club                        | Podzielone w poprzek: czerwony na górze, granatowy na górze (biały pas w linii podziału) |
| Clydesdale Amateur Rowing Club                    | Clydesdale Amateur Rowing Club                    | Ciemnoniebieskie z długim białym krzyżem.                                                |
| Dart Totnes Amateur Rowing Club                   | Dart Totnes Amateur Rowing Club                   | Czarne                                                                                   |
| Durham Amateur Rowing Club                        | Durham Amateur Rowing Club                        | Ciemnoniebieskie ze złotym pionowym pasem.                                               |
| Eton Excelsior Rowing Club                        | Eton Excelsior Rowing Club (Dorney Lake)          | Ciemnoniebieskie z pionowym cienkim złotym pasem (niemal na środku).                     |
|                                                   | Evesham Rowing Club                               | Ciemnoniebieskie z cienkim białym paskiem na końcówce.                                   |
| Elizabethan Boat Club (Westminster School alumni) | Elizabethan Boat Club (Westminster School alumni) | Różowe                                                                                   |
| Glasgow Rowing Club                               | Glasgow Rowing Club                               | Czerwona góra, żółty dół, czarny trójkątny klin na końcówce.                             |
| Gloucester Rowing Club                            | Gloucester Rowing Club                            | Czarne z dwoma pionowymi cienkimi paskami: czerwonym i białym.                           |
| Grosvenor Rowing Club                             | Grosvenor Rowing Club (Chester)                   | Ciemnoniebieskie z dwoma pomarańczowymi pionowymi paskami                                |
|                                                   | Guildford Rowing Club                             | Zielone z dwoma złotymi pionowymi paskami                                                |
|                                                   | Henley Rowing Club                                | Ciemnoniebieskie                                                                         |
| Hexham Rowing Club                                | Hexham Rowing Club                                | Złote z ciemnoniebieskim poprzecznym krzyżem i czerwoną końcówką.                        |
| HSBC Rowing Club                                  | HSBC Rowing Club                                  | Niebieskie, a na górze liczne biało-niebieskie pionowe paski jako wykończenie.           |
| Kingston Grammar School Boat Club                 | Kingston Grammar School Veterans Boat Club        | Wiśniowe z białym grubym pionowym pasem z czerwoną literą "V".                           |
| Kingston Rowing Club                              | Kingston Rowing Club                              | Królewska czerwień                                                                       |
| Leander Club                                      | Leander Club                                      | Jasnoróżowe                                                                              |
| Leeds Rowing Club                                 | Leeds Rowing Club                                 | Ciemnoniebieskie z jasnoniebieskim pasem na końcówce.                                    |
| Leicester Rowing Club                             | Leicester Rowing Club                             | Białe                                                                                    |
| Lincoln Rowing Center                             | Lincoln Rowing Center                             | Białe z dwoma cienkimi pionowymi czerwonymi paskami.                                     |
| London Rowing Club                                | London Rowing Club                                | Białe z 2 ciemnoniebieskimi pionowymi paskami (przerywanymi).                            |
| Maidenhead Rowing Club Blade                      | Maidenhead Rowing Club                            | Ciemnozielone z taką samą gwiazdą w białym kole                                          |
|                                                   | Maidstone Invicta Rowing Club                     | Bladoniebieskie z ciemnoniebieskim pasem (poprzecznym)                                   |
|                                                   | Marlow Rowing Club                                | Bordowy, dolna krawędź i końcówka z białym otokiem                                       |
| Medway Towns RC Blade                             | Medway Towns Rowing Club                          | Białe                                                                                    |
| Molesey Boat Club Blade                           | Molesey Boat Club                                 | Czarne                                                                                   |
|                                                   | Navy Rowing Club                                  | W kolorze morskim                                                                        |
| Paignton Rowing Club Blade                        | Paignton Amateur Rowing Club                      | Złote z małym niebieskim trójkątem przy dolnej końcówce.                                 |
| Putney Town Rowing Club                           | Putney Town Rowing Club                           | Ciemnoniebieski z białym pionowym pasem.                                                 |
| Reading Rowing Club                               | Reading Rowing Club                               | Białe z trzema niebieskimi, poprzecznymi pasami (2 cienkie, środkowy gruby)              |
| Runcorn Rowing Club Blade                         | Runcorn Rowing Club                               | Ciemnoniebieski z dwoma pionowymi białymi paskami.                                       |
| Sons of the Thames Rowing Club Blade              | Sons of the Thames                                | Białe z cienkimi pionowymi, lecz przeplecionymi dwoma niebieskimi paskami.               |
| St Andrew Boat Club                               | St Andrew Boat Club                               | Białe z poprzecznym dużym niebieskim krzyżem.                                            |
| St Neots Rowing Club Rowing Blade                 | St Neots Rowing Club                              | Jasnoniebieskie z grubym ciemnoniebieskim pionowym paskiem.                              |
| Staines Boat Club Rowing Blade                    | Staines Boat Club                                 | Ciemnoniebieskie.                                                                        |
| Talkin Tarn Amateur Rowing Club Rowing Blade      | Talkin Tarn Amateur Rowing Club                   | Bordowa góra, złoty dół.                                                                 |
| Tees Rowing Club Rowing Blades                    | Tees Rowing Club                                  | Błękitne z poprzecznie oddzieloną bordową końcówką.                                      |
| Thames Rowing Club                                | Thames Rowing Club                                | Czarne z pionowym pasem (pas to przerywana linia czerwono-biało-czarna).                 |
| Thames Tradesmen's Rowing Club                    | Thames Tradesmen's Rowing Club                    | Od góry trzy pasy poziome: bordowy, bieły i ciemnozielony.                               |
| Tideway Scullers School                           | Tideway Scullers School                           | Czerwono-żółte, linia podziału lekko diagonalna.                                         |
| Twickenham Rowing Club                            | Twickenham Rowing Club                            | Ciemnoniebieskie-różowe-ciemnoniebieskie.                                                |
| Two Lions Boat Club                               | Two Lions Boat Club                               | Czarne ze złotym dwugłowym lwem, stojącym na tylnych łapach                              |
| Tyne Rowing Club Rowing Blade                     | Tyne Rowing Club                                  | Czarne z dwoma pionowymi białymi paskami.                                                |
| Vesta Rowing Club                                 | Vesta Rowing Club                                 | Poprzecznie dzielone: karmazynowy na górze, czarny na dole.                              |
| Walbrook Rowing Club Rowing Blade                 | Walbrook Rowing Club (Teddington)                 | Czarno-żółto-zielone (linie podziału są diagonalne).                                     |
| Walton Rowing Club Rowing Blade                   | Wallingford Rowing Club                           | Przedzielone poprzecznie: czerwona na górze, niebieskawe na dole.                        |
| Walton Rowing Club Rowing Blade                   | Walton Rowing Club                                | Granatowe-jasnoniebieskie-ciemnoczerwone.                                                |
|                                                   | Warrington Rowing Club                            | Białe-żółte-ciemnoniebieskie (trzy pasy)                                                 |
| Weybridge RC Rowing Blade                         | Weybridge Rowing Club                             | Jasnoniebieskie z ciemnoniebieskimi dwoma szewronami.                                    |
| Weybridge Ladies RC Rowing Blade                  | Weybridge Ladies Rowing Club                      | Ciemnoniebiesko-niebiesko-czerwone.                                                      |
|                                                   | Worcester Rowing Club                             | Białe z czerwonym i czarnym paskiem.                                                     |
| York City Rowing Club Rowing Blade                | York City Rowing Club                             | Białe z trzema poprzecznymi pasami: purpurowym, czarnym i żółtym.                        |

## Stany Zjednoczone
| Barwy wioseł           | Klub                             | Opis malowania                                                    |
| ---------------------- | -------------------------------- | ----------------------------------------------------------------- |
|                        | Atlanta Rowing Club              | Biało-czerwone.                                                   |
|                        | Belen Jesuit Crew                | Karolewski błękit ze złotym.                                      |
|                        | Camp Randall Rowing Club         | Jasnoniebieskie                                                   |
|                        | Detroit Boat Club                | Góra biała, dół niebieski, linia na przedłużeniu drążka czerwona. |
|                        | Fairmount Rowing Association     | Poprzecznie niebiesko-biały                                       |
| Los Gatos Rowing Club  | Los Gatos Rowing Club            | Poprzecznie biało-niebieskie.                                     |
|                        | Marin Rowing Association         | Czerwono-białe.                                                   |
|                        | Minnesota Boat Club              | Wiśniowe z białym trójkątem na końcu.                             |
| New Haven Rowing Club  | New Haven Rowing Club            | Biało-niebieskie z niebieskim i zielonym pasem                    |
|                        | Oakland Strokes Rowing Club      | Pomarańczowo-białe z szarym pasem podziału.                       |
|                        | Orcas Island Rowing Club         | Bieły poprzeczny pas - niebieski ponad, czarny poniżej.           |
|                        | Rochester Boat Club              | Trzy zestawy poprzecznych pasów: purpura/czarny/szary.            |
|                        | Sarasota Crew                    | Białe pióro z niebieskim "S".                                     |
|                        | Space Coast Crew                 | Jasnoniebieskie pióro.                                            |
|                        | St. Andrew Rowing Club           | Złote i czarne.                                                   |
| University Barge Club  | University Barge Club            | Niebieskie-białe-niebieskie.                                      |
| Willamette Rowing Club | Willamette Rowing Club, Portland | Wiśniowe pióro z białą szeroką końcówką.                          |